# Bosön
Bosön är en halvö i Askrikefjärden och en stadsdel (kommundel) av Lidingö kommun, Stockholms län. Ön är känd för Riksidrottsförbundets utvecklingscentrum och Dalakolonin. Bebyggelsen på norra och nordvästra sidan va av SCB avgränsad till en småort från 1990 till 2023. Vid avgränsningen 2023 klassades den som  sammanväxt med tätorten Lidingö och en del av denna.

## Historik

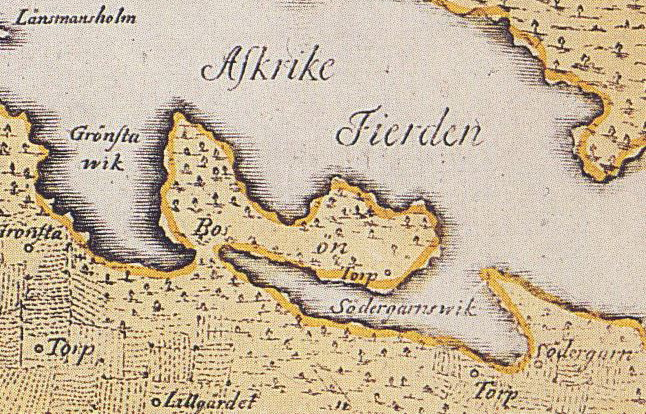
Bosön på 1750-talet.

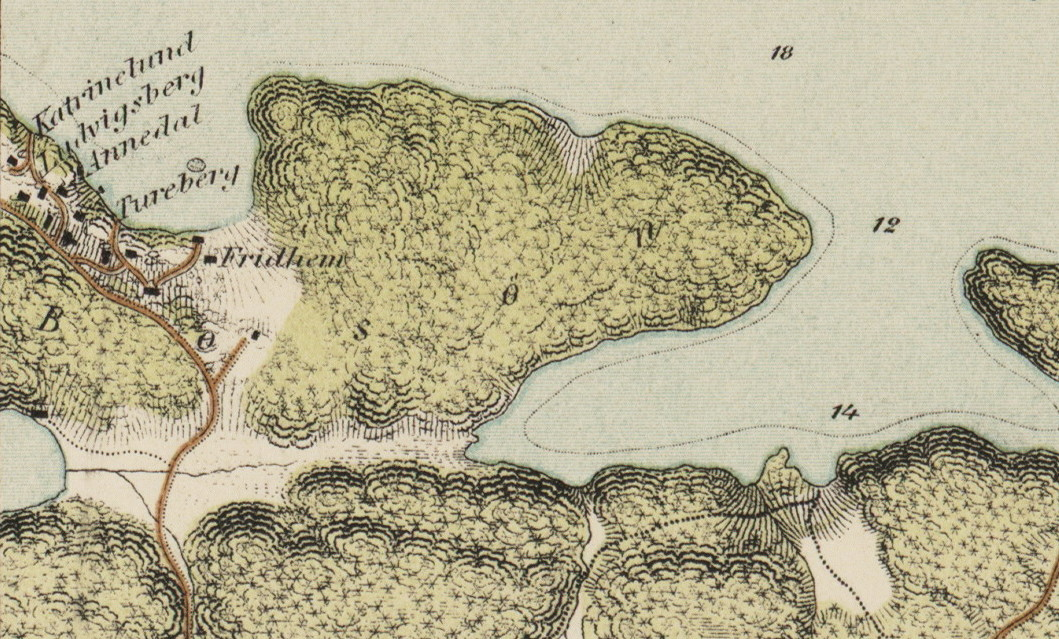
Bosön på 1860-talet.

Vid 1000-talet var Bosön fortfarande en av vatten omgiven ö i Askrikefjärden intill norra Lidingön. På 1700-talets mitt möttes Grönstaviken och Södergarnsviken nästan. Mellan Bosön och det tidigare fastlandet märks idag en tydlig dalgång som ligger cirka fem meter över havet. Genom landhöjningen har ön växt ihop med fastlandet. 
Ett äldre namn för Bosön var Lagnö (Lagnöön) som användes på 1600- och 1700-talen. Nuvarande namn härrör från att området tillhörde Bo gård, en av de största lantbruksgårdarna på Lidingö under 1300- och 1400-talet. 
Äldsta bevarade byggnad på Bosön är Ektorpet som omnämns första gången på 1700-talet. 1773 fanns här en krog i anslutning till strömmingsfiskarnas resrutt in från Vaxholm, där man kunde stanna för en matbit och en sup på väg till försäljningen på Fiskartorget i Stockholm. Torpet brann i slutet av 1700-talet och återuppbyggdes kort därefter. Huset har ett högt och fritt läge och utgör ett viktigt inslag i Dalakolonin.
Vid 1880-talets mitt avstyckades från egendomen Bo gård ett tiotal tomter på nordvästra Bosön för uppförande av sommarvillor. Mantalslängderna från denna tid visar att även flera villor för permanentboende byggdes. Området detaljplanerades 1996 och bestod då av 22 bebyggda fastigheter. Flera  byggnader är kulturhistoriskt intressanta, bland dem Stora Björkudden som var pensionat på 1910- och 1920-talen och Stora Marielund från 1908 som under andra världskriget användes av Försvarets radioanstalt för signalspaning. Från 1950-talet och fram till 1979 inrymdes ett konvalescenthem i byggnaden. Villa Rutsdal ligger mot Grönstaviken och uppfördes 1923 i nationalromantisk stil för regissör Mauritz Stiller.
Bosön förvärvades 1905 av Lidingö villastad tillsammans med Rudboda och flera andra områden på Lidingön. Sedan 1943 är största markägare Lidingö stad. Centralt över ön sträcker sig Bosövägen som börjar vid Norra kungsvägen. Östra sidan nås via Bosö hamnväg som har sitt namn efter den stora småbåtshamnen där Bosö Båtklubb har sin verksamhet sedan 1974.

## Beskrivning
Dagens Bosön kan indelas i fyra områden:
- En västra del invid Grönstaviken och Askrikefjärden med kuperat skogsområde och privatvillor längs vattnet. Yttersta spetsen åt nordväst kallas Björkudden. Nere vid Grönstaviken ligger öns enda industri, Elfviksvarvet / Heleneborg vars verksamhet började 1934.

- En mellersta del med Riksidrottsförbundets utvecklingscentrum som etablerades på Sotudden 1938. Där övertog man Villa Paulsro (sedermera kallad "Mästarvillan") och samtliga befintliga byggnader. Egendomen tillsammans med Paulsro ägdes av affärsmannen Paul U. Bergström och var hans bostad fram till hans död 1938. Idag finns här ett 20-tal byggnader och anläggningar, bland dem flera idrottshallar, idrottsplaner, konferensanläggningar, restauranger, hotell och Bosöns studentcampus.

- En östra del invid Södergarnsviken och Askrikefjärden som kallas Dalakolonin och upptas av ett 60-tal kulturhistoriskt värdefulla kolonistugor byggda på 1920-talet och senare. Initiativet till ett koloniområde i Stockholms närhet togs av Dalaföreningen i Stockholm. I april 1918 beslöt Dalaföreningen att bilda en koloniträdgårdsförening. Tanken var att ge föreningens medlemmar möjlighet att på jordlotter i Stockholms närhet odla grönsaker och potatis.

- Ett obebyggt skogsområde mellan idrottsanläggningen och Dalakolonin. Här ligger Bosöns högsta punkt med 45 meter över havet. Genom området går en av Bosöns motionsslingor.

## Bilder

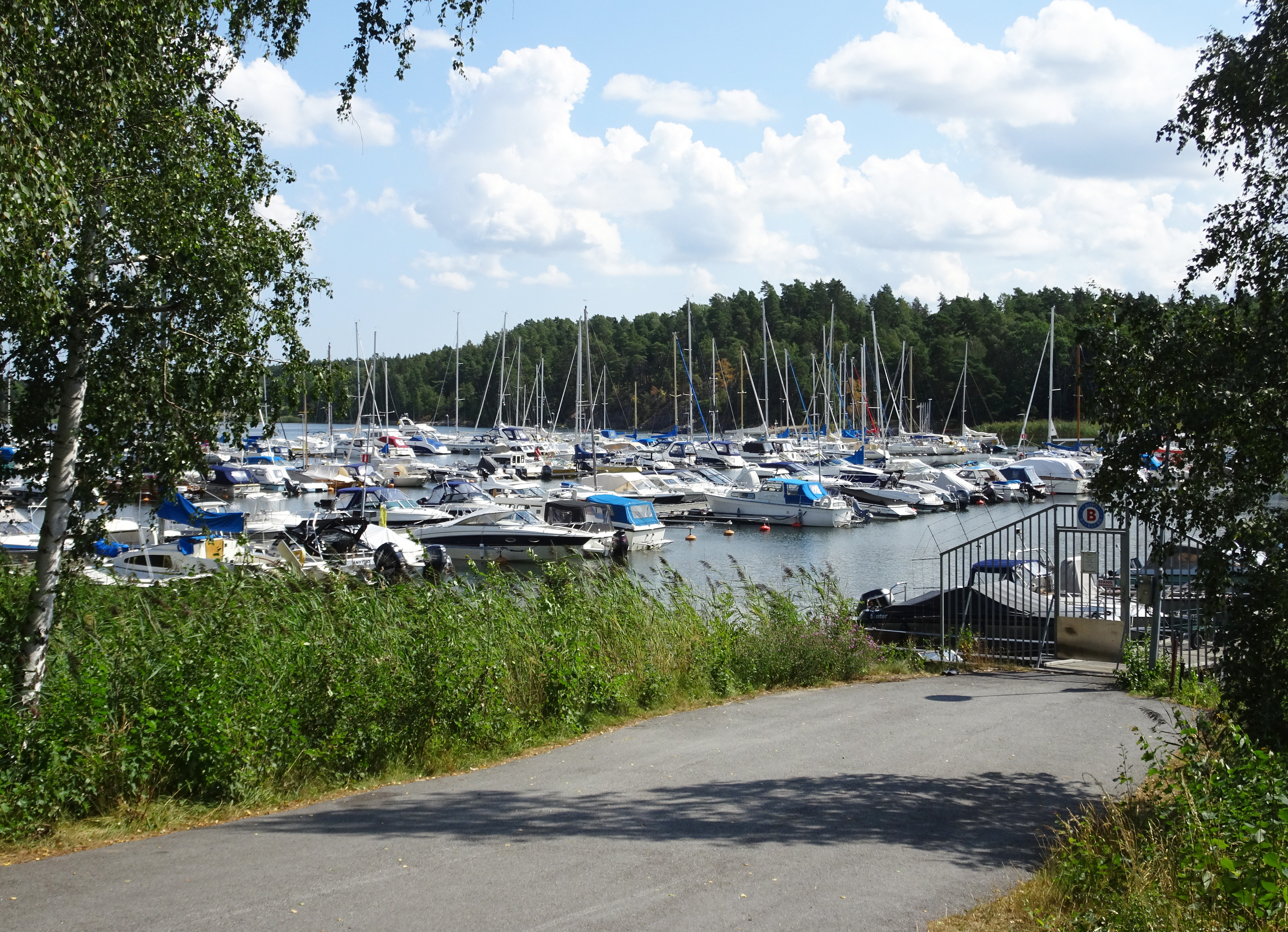
Bosö Båtklubb.
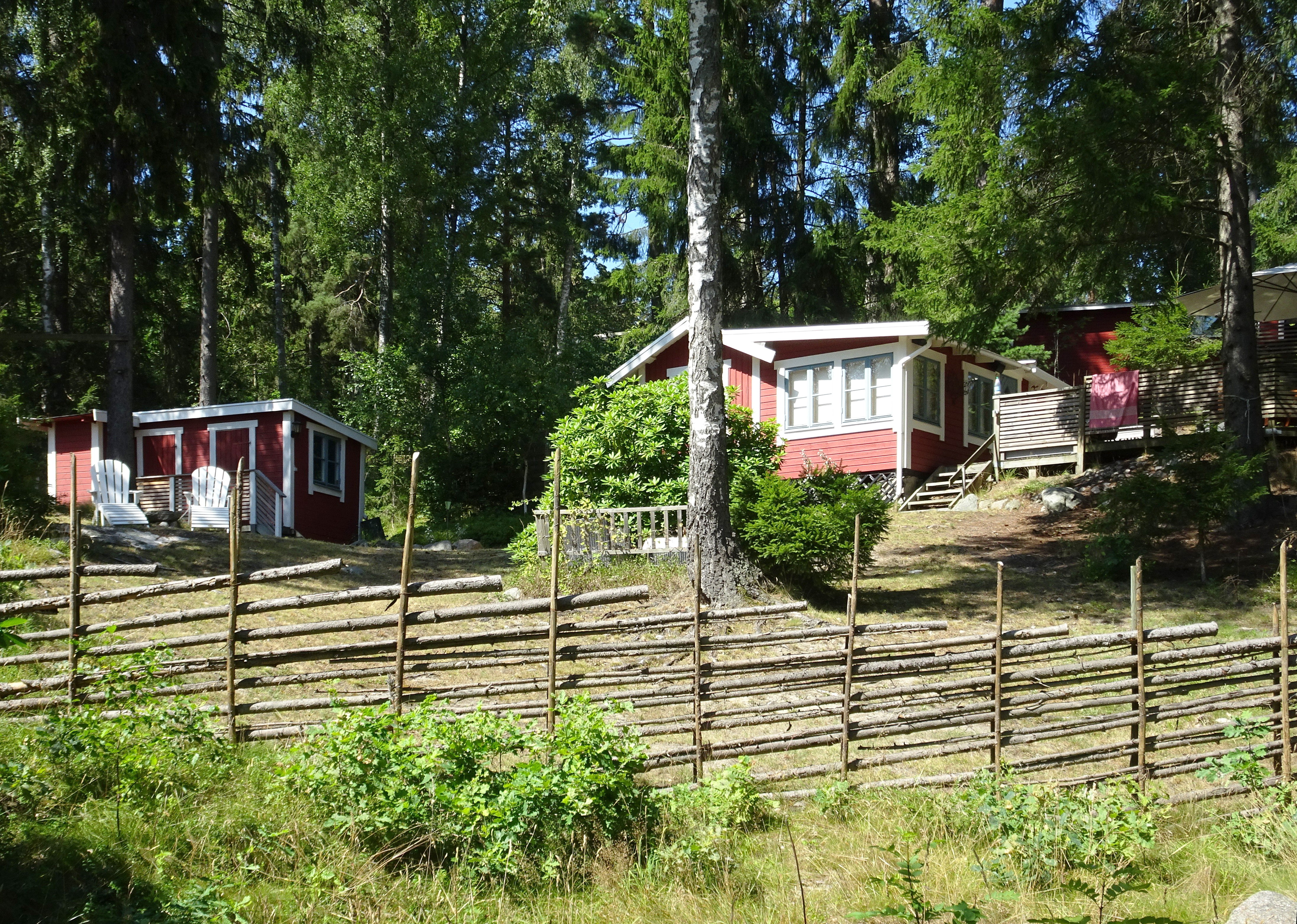
Dalakolonin.
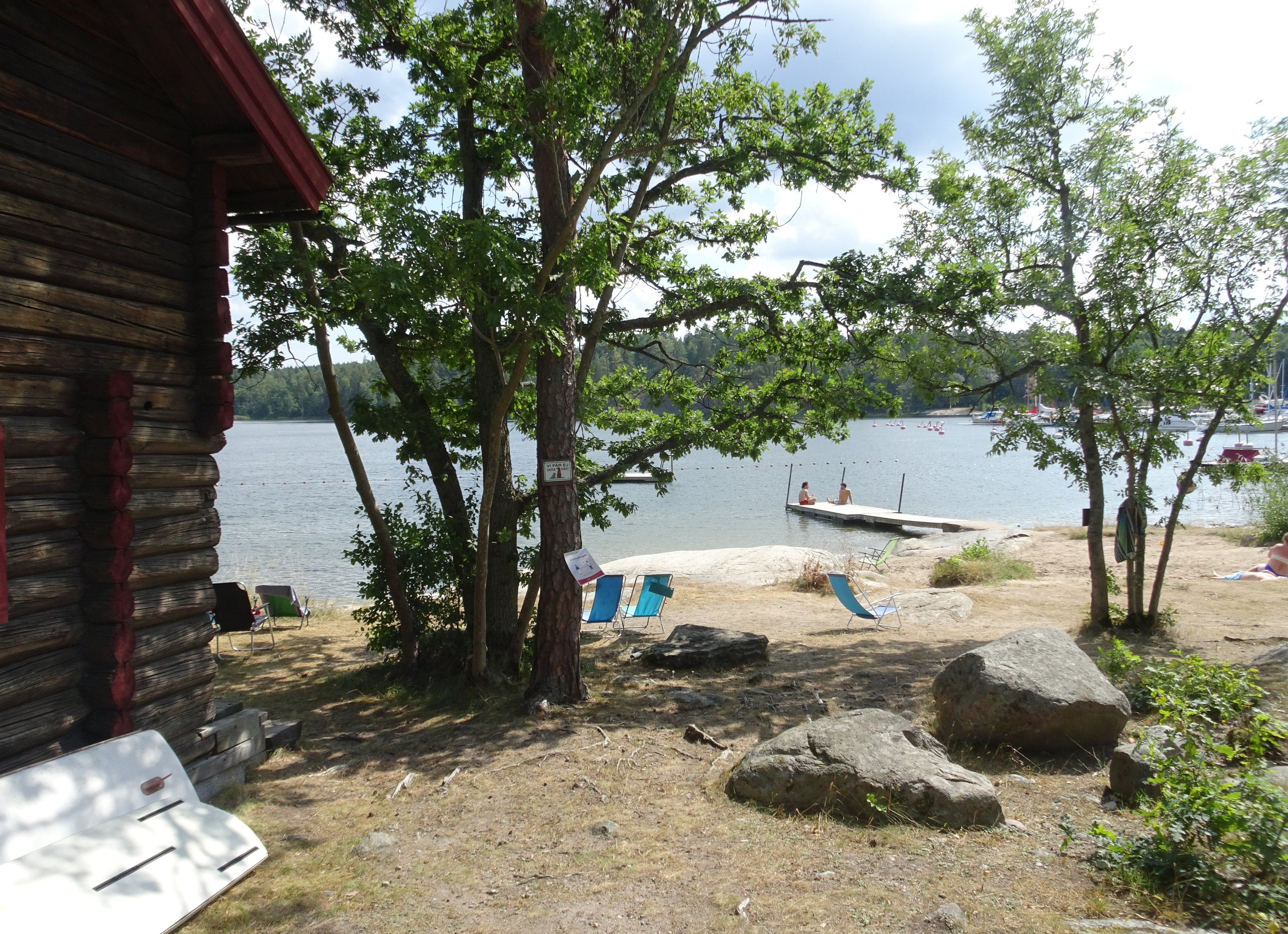
Badplatsen vid Dalakolonin.
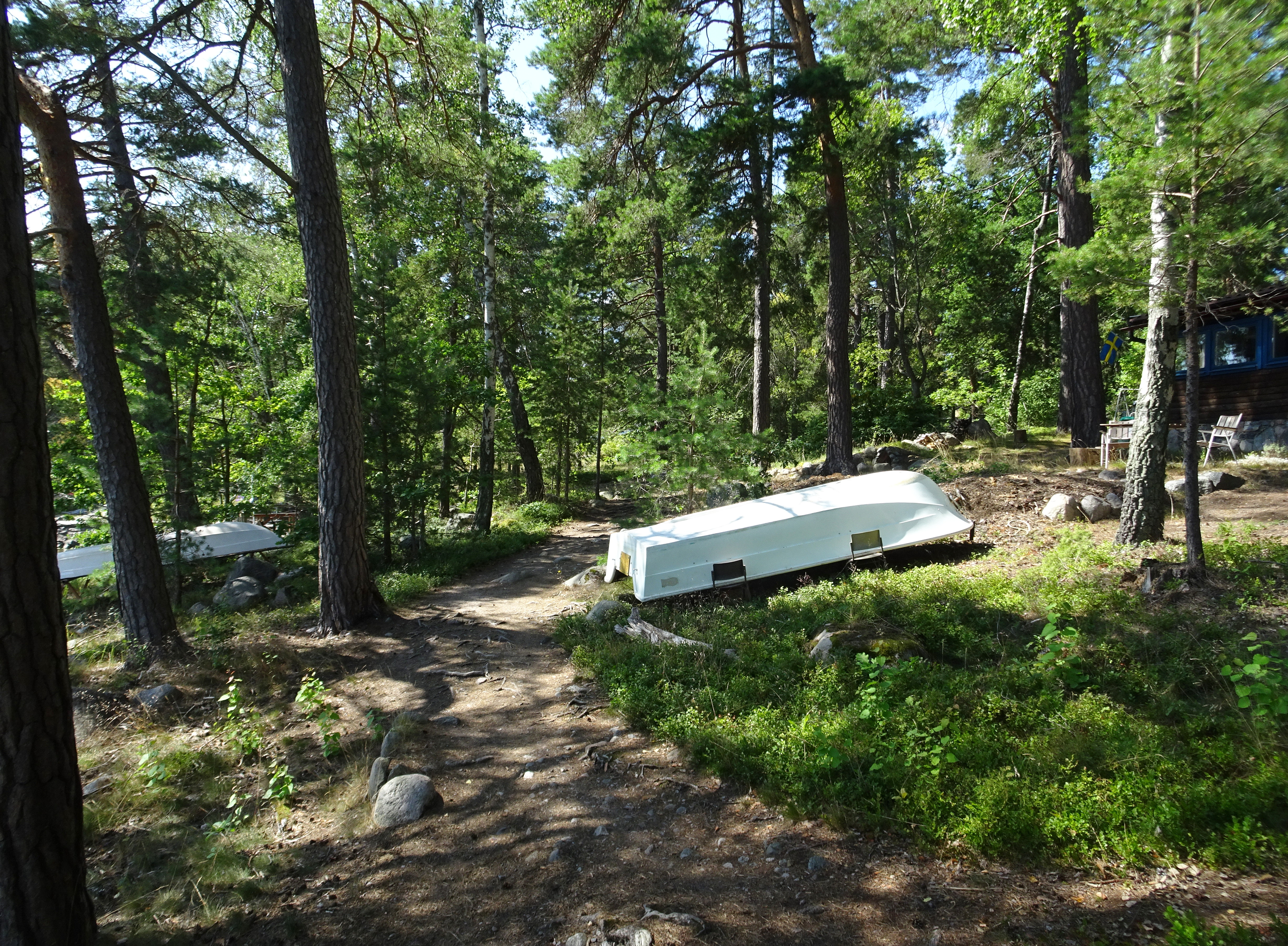
Strandpromenad vid Dalakolonin.
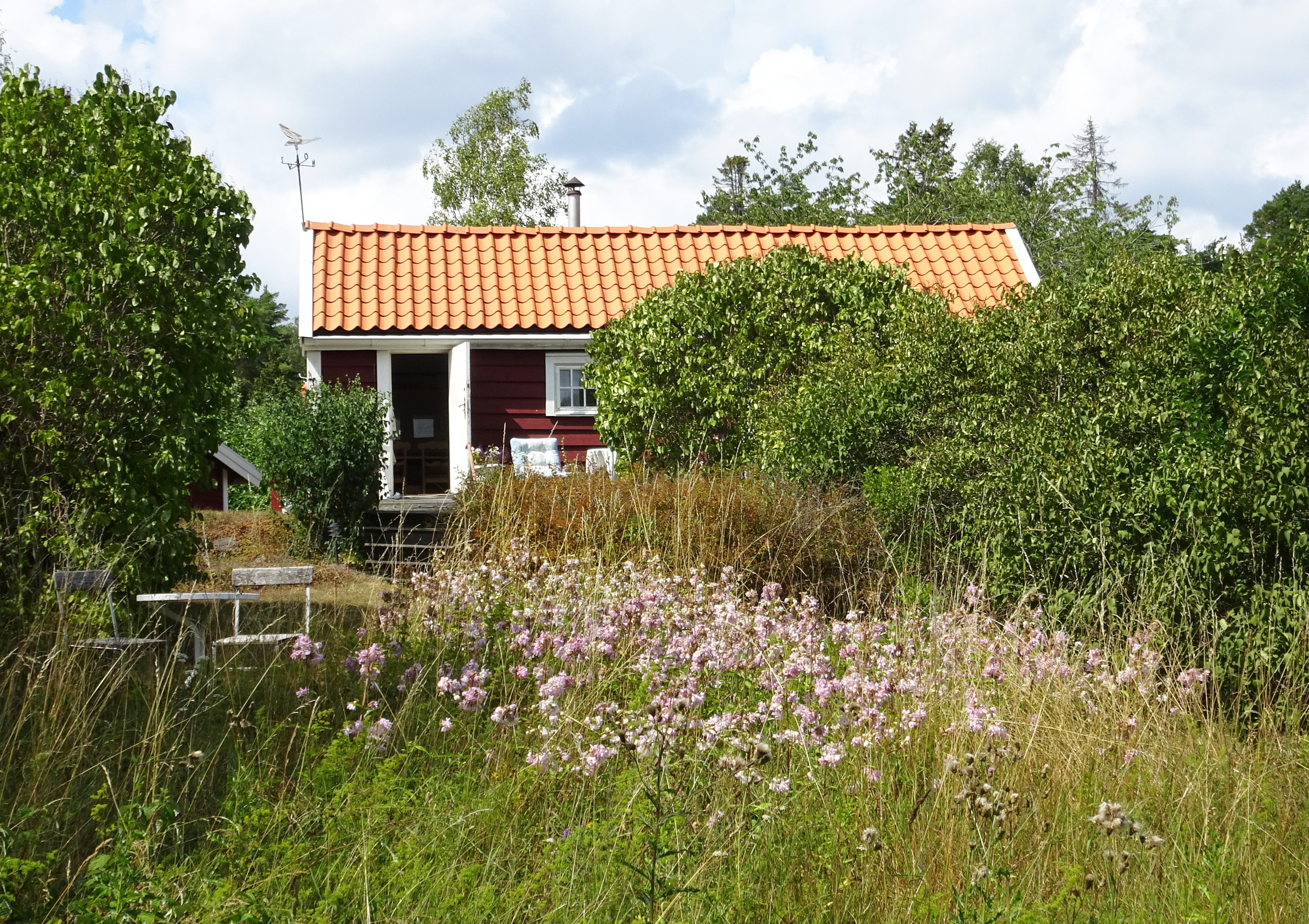
Ektorpet.
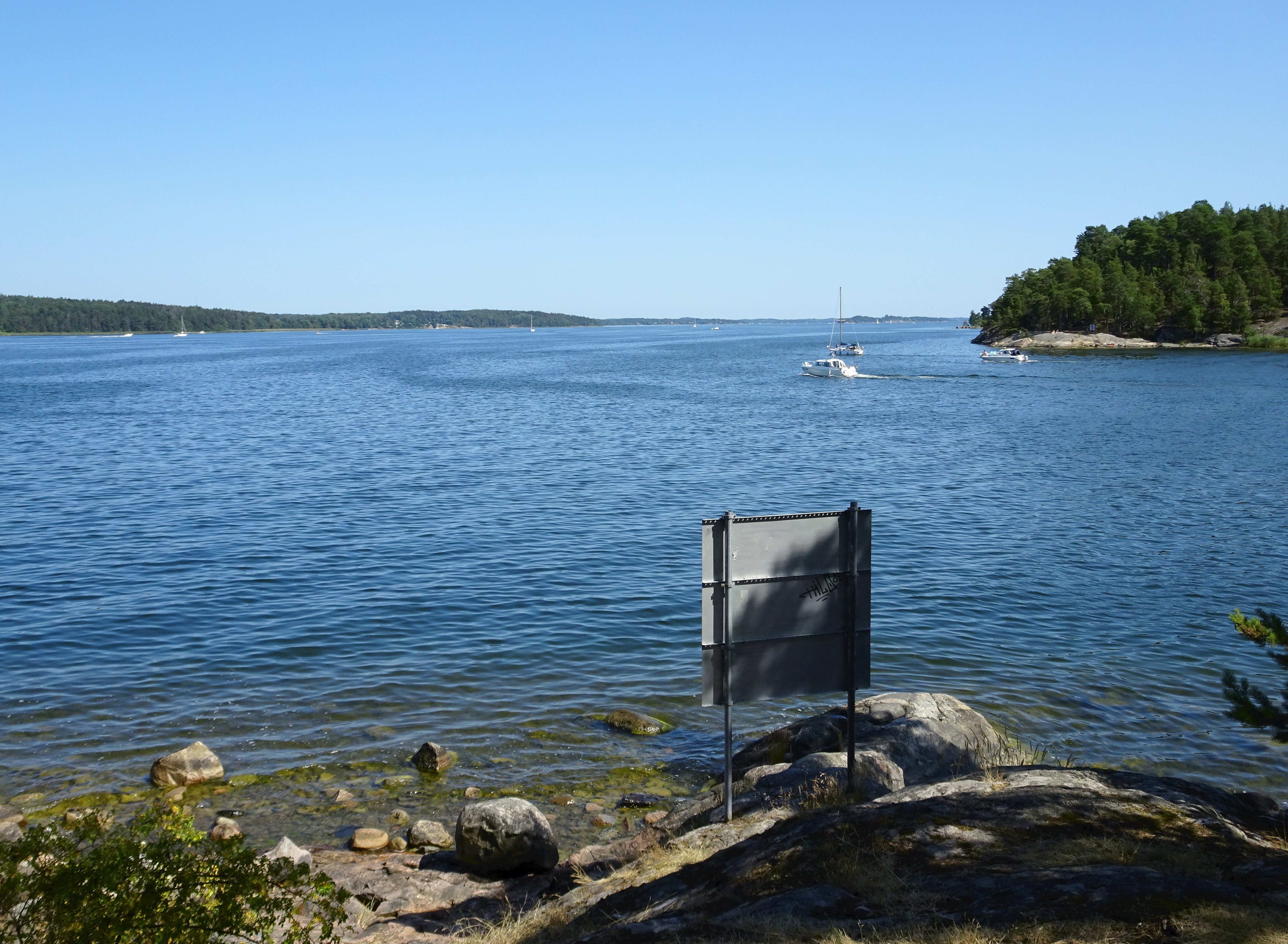
Utsikt över Askrikefjärden.
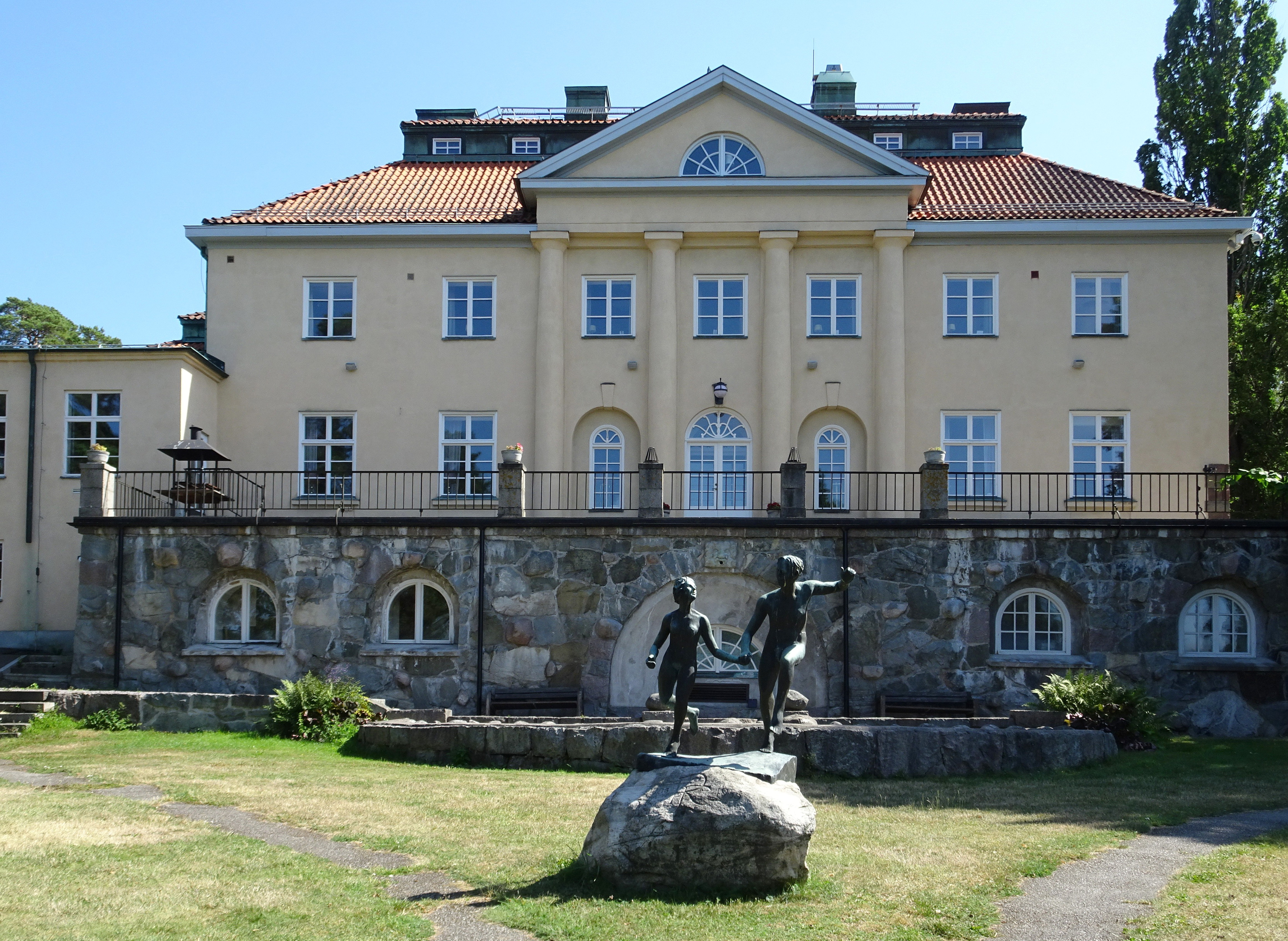
Paulsro.
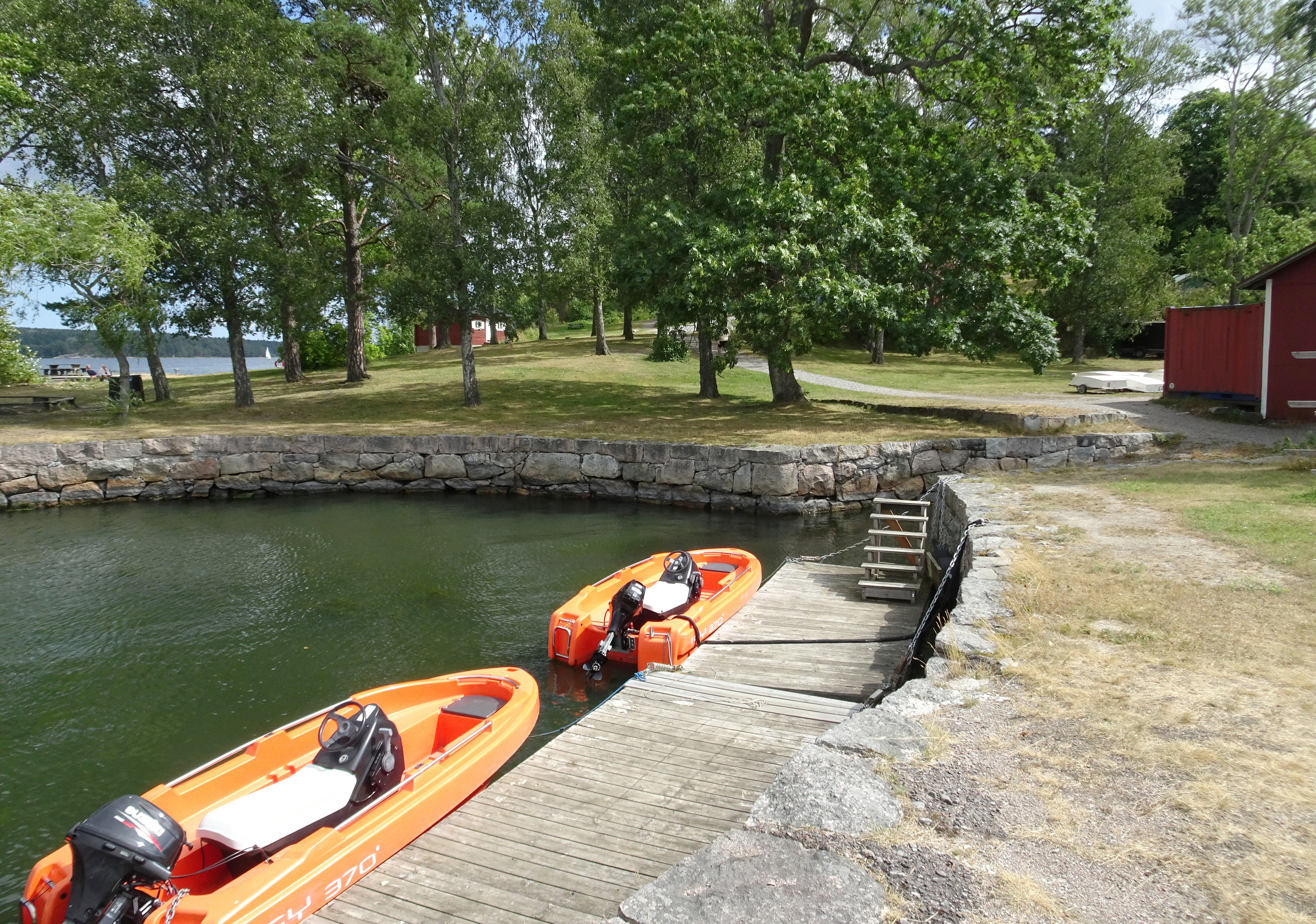
Hamnen vid Paulsro.
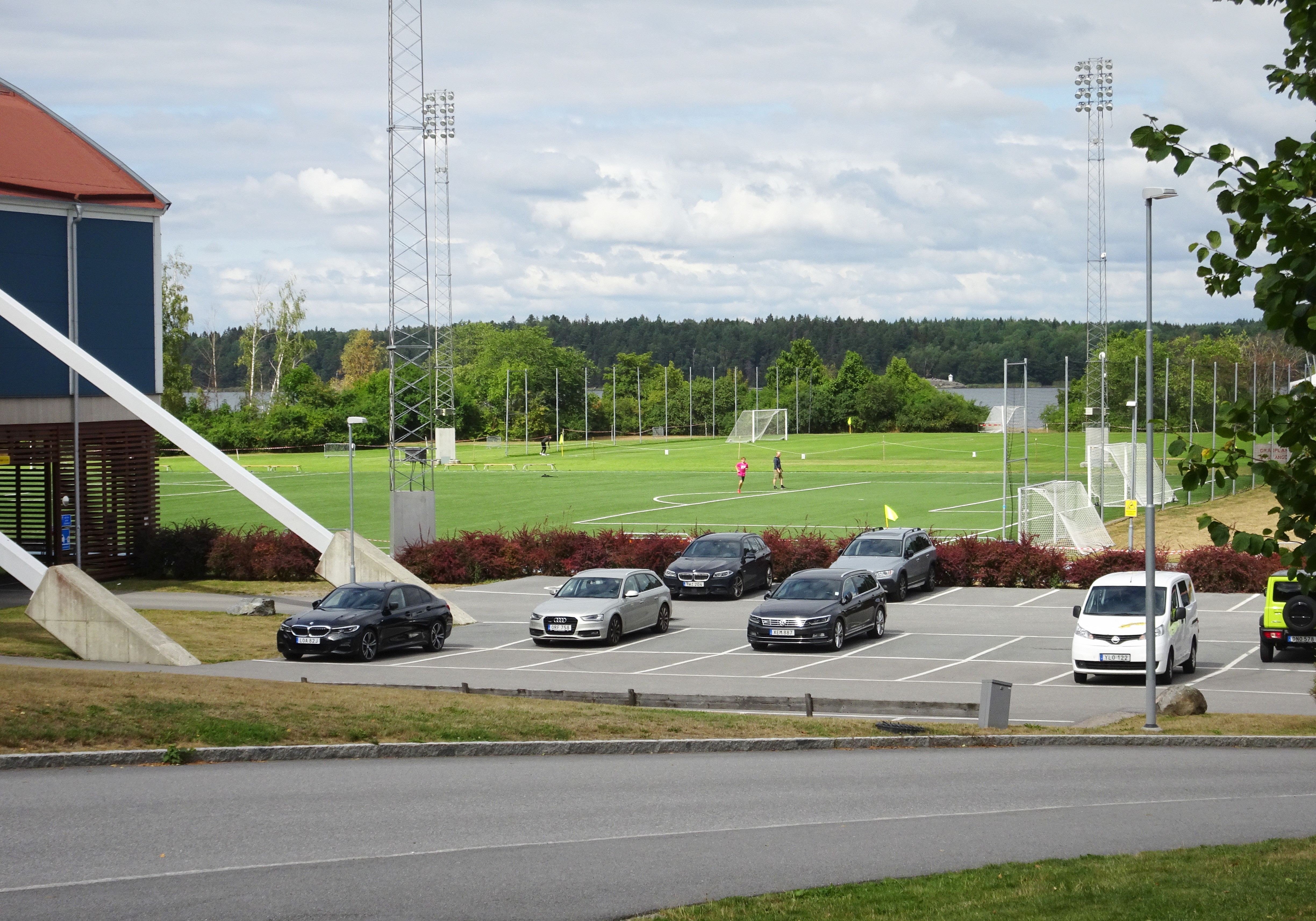
Riksidrottsförbundets anläggning.
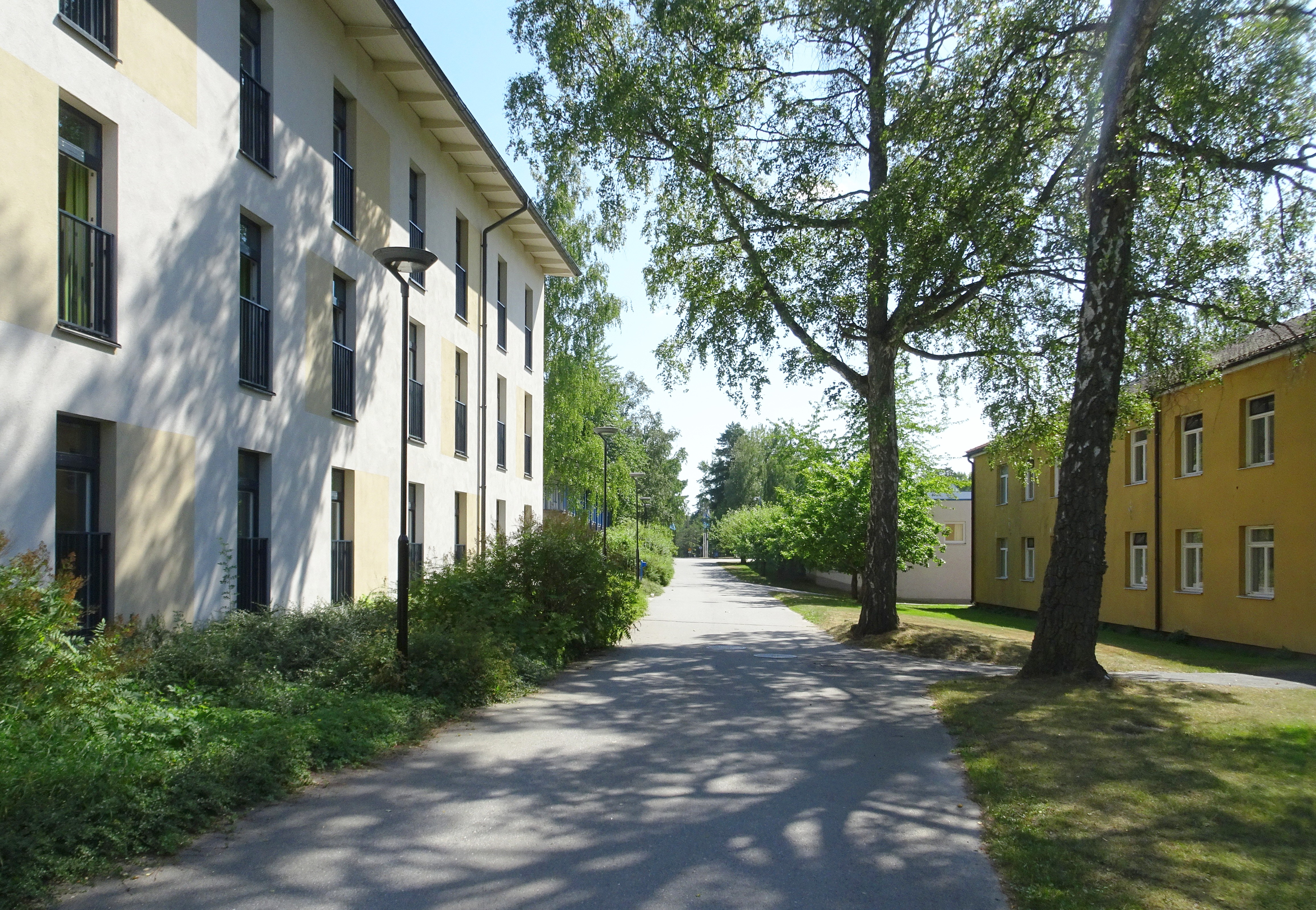
Riksidrottsförbundets hotell, Bosövägen.
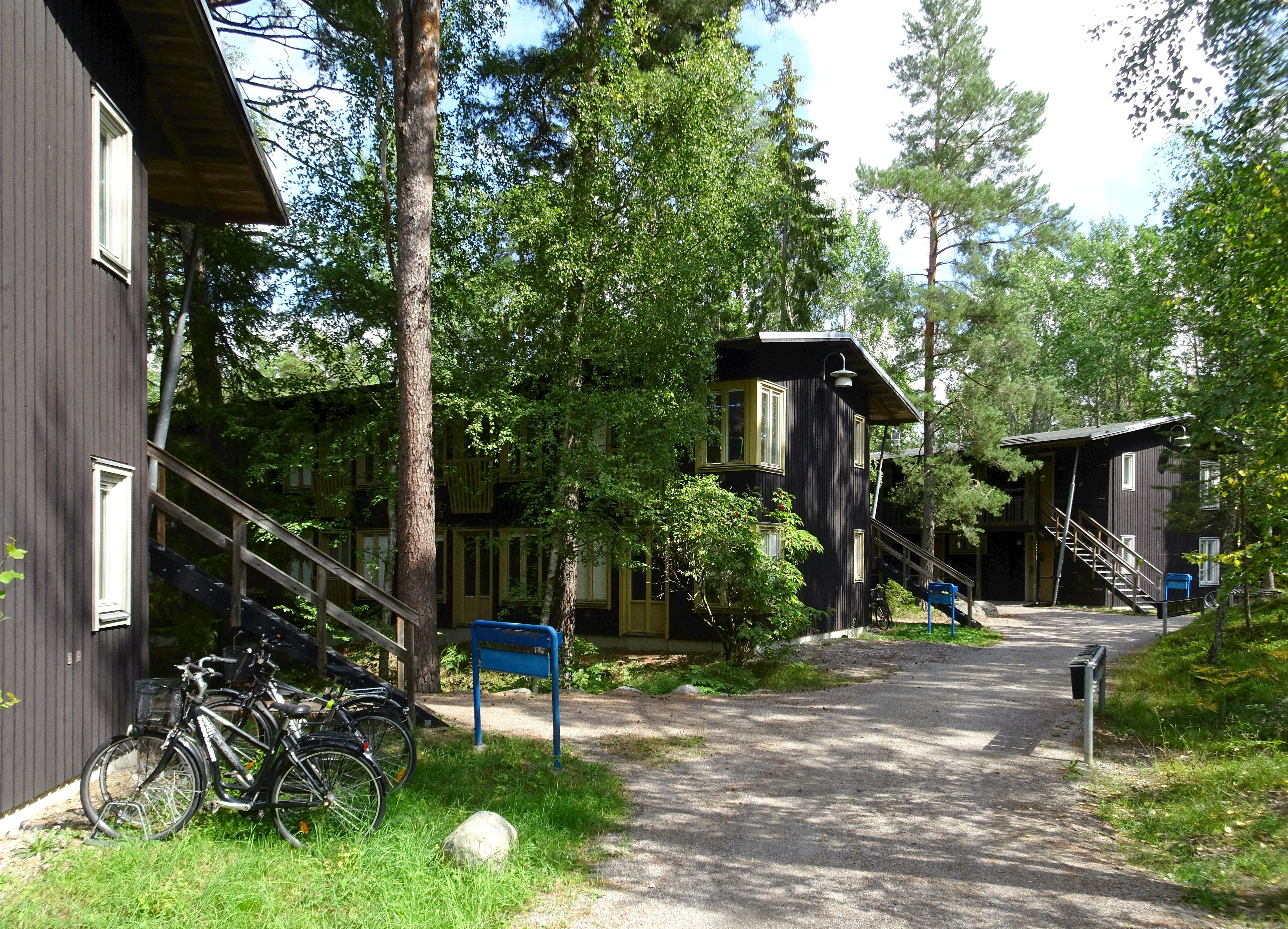
Bosöns studentcampus, Bosövägen.
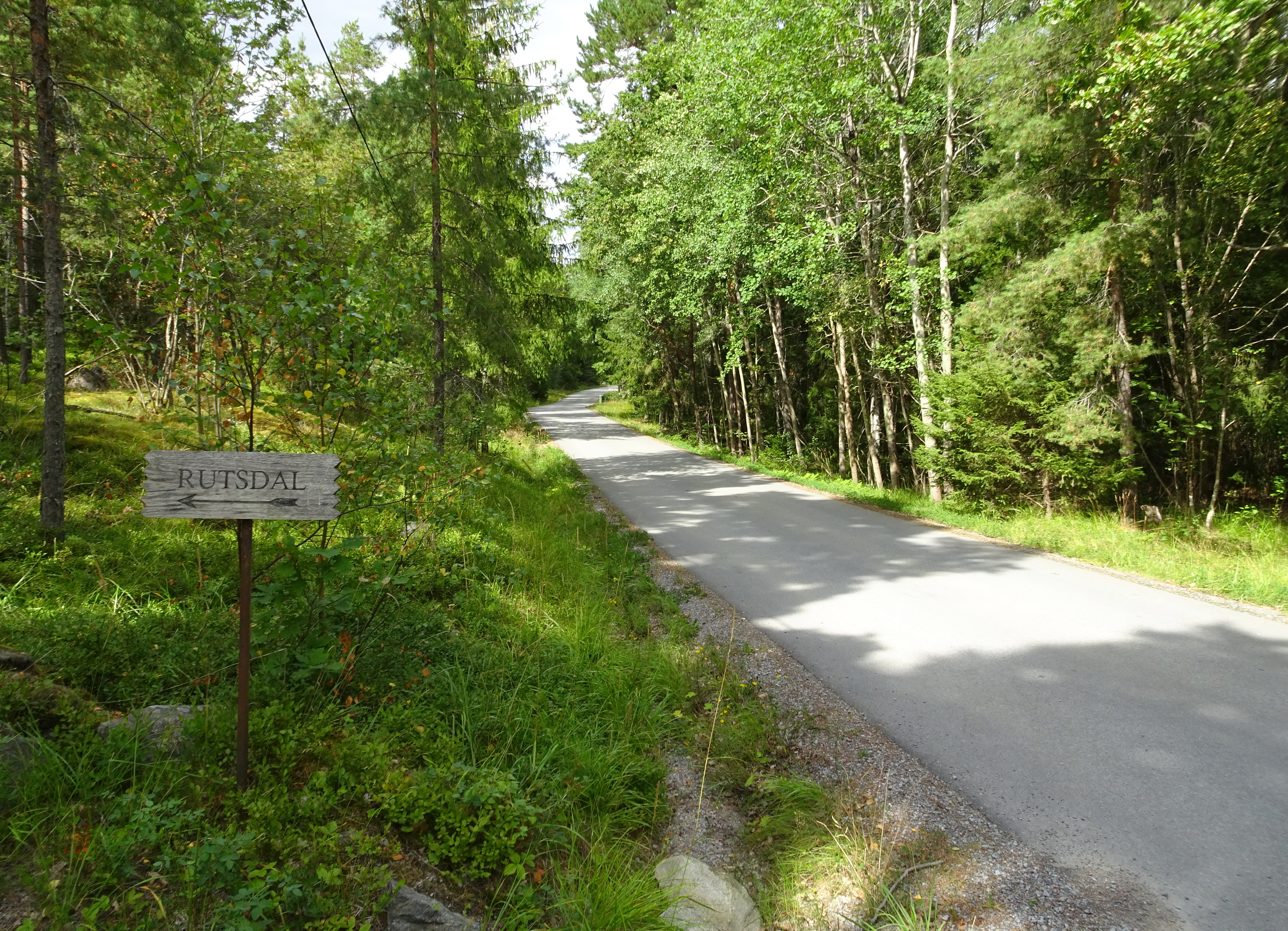
Bosövägen på nordvästra Bösön.
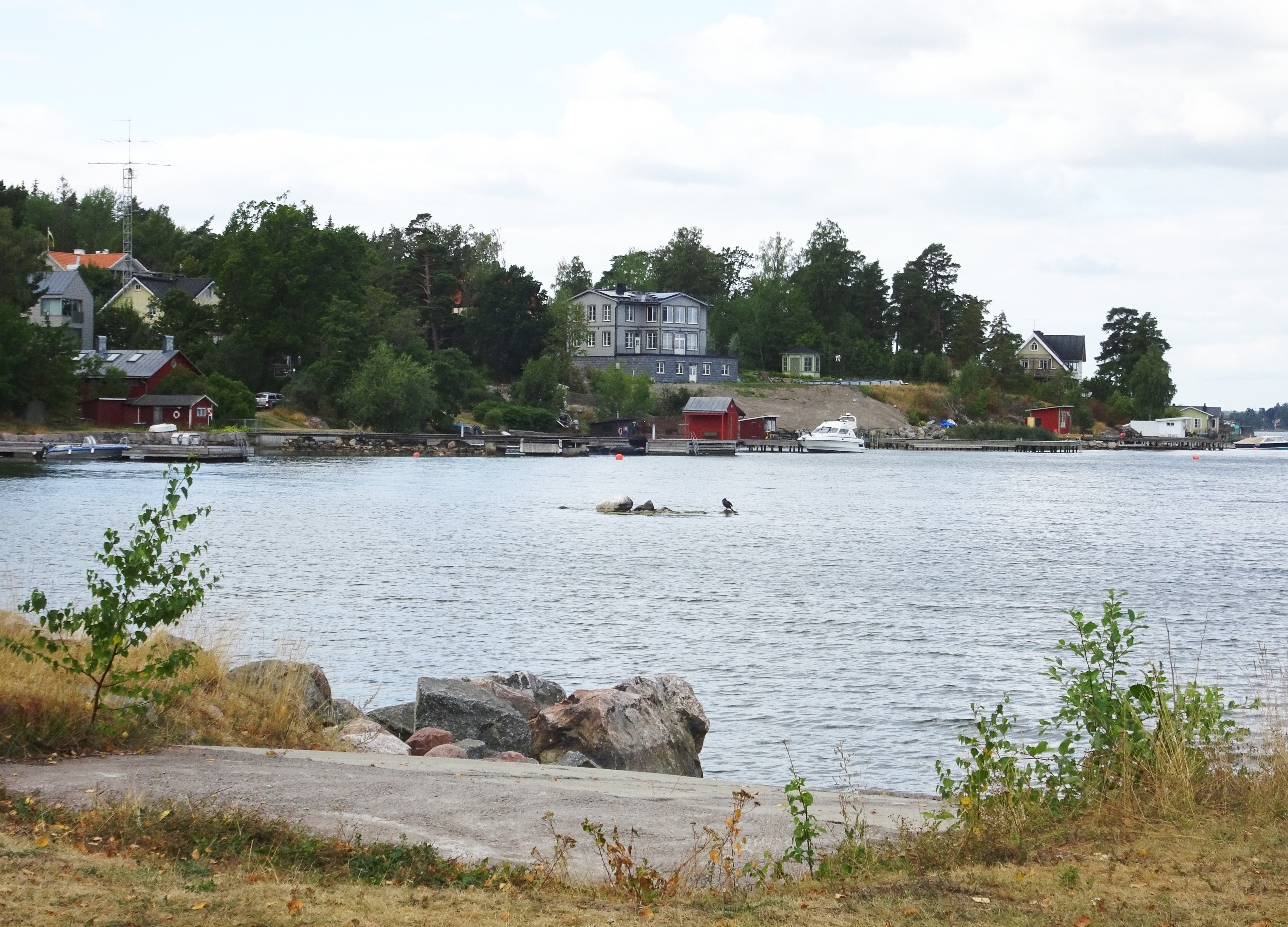
Villor på nordvästra Bosön.
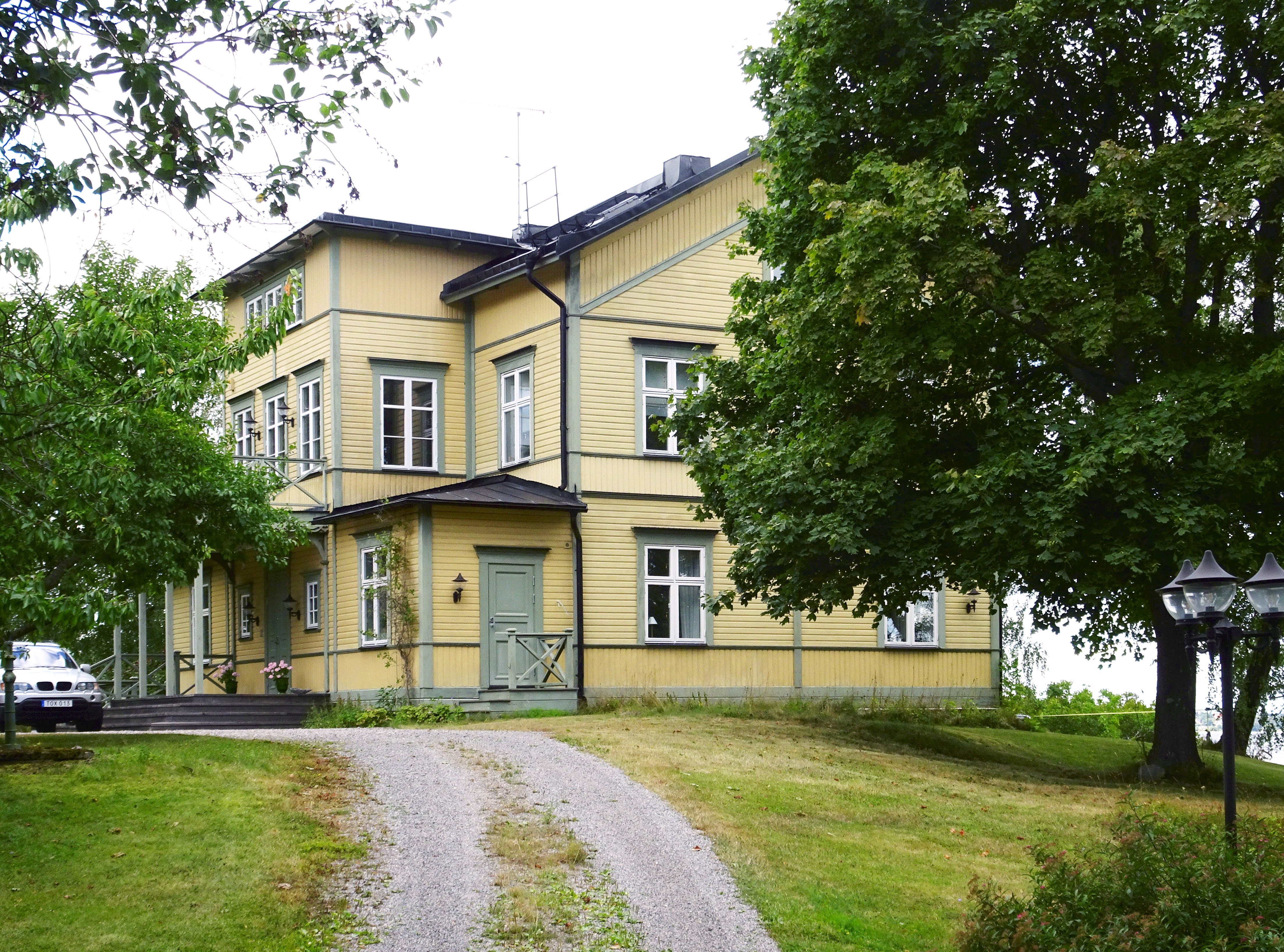
Stora Björkudden.
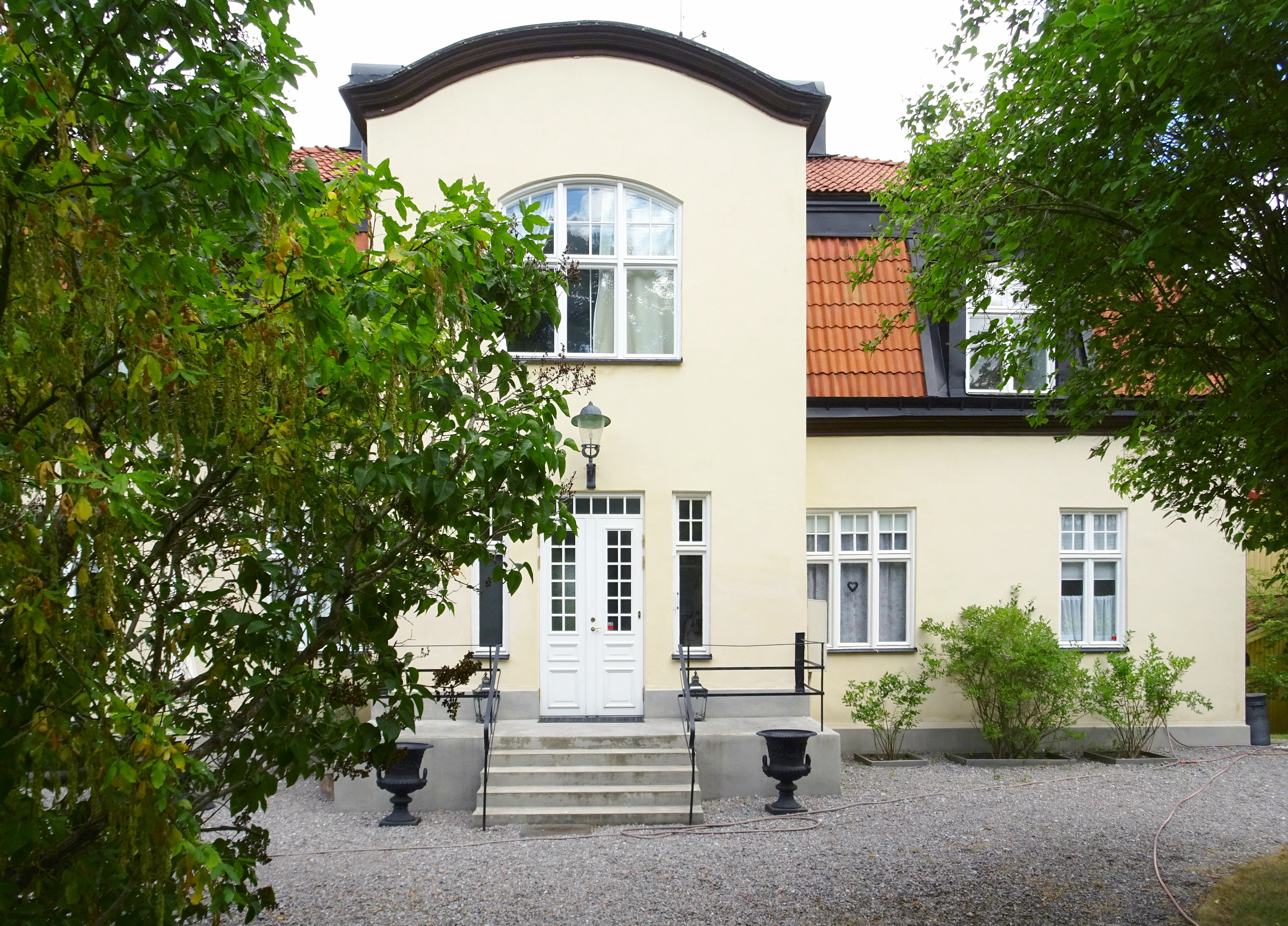
Stora Marielund.
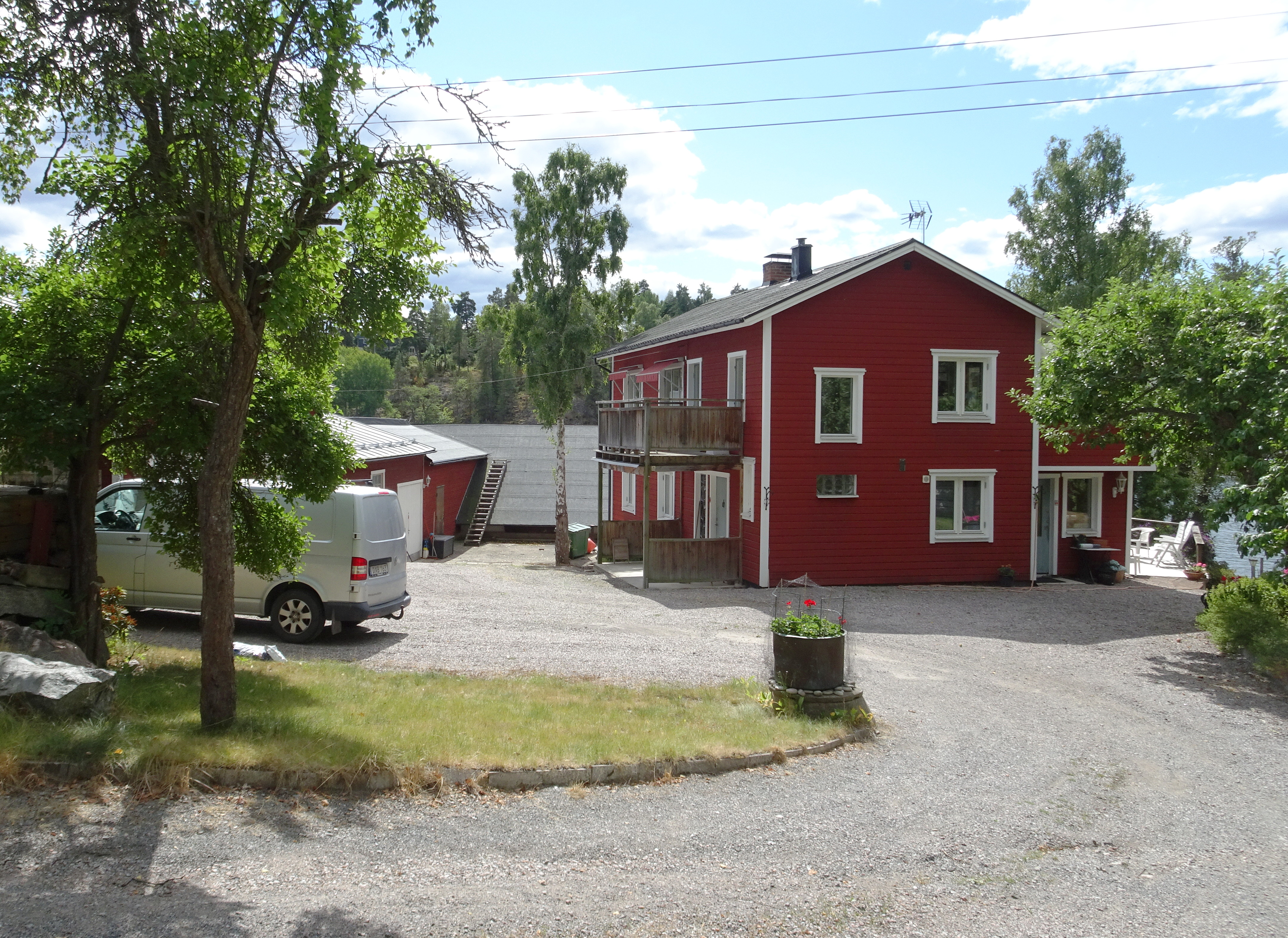
Heleneborg.